# Wahl zum Senat der Türkei 1968
Die Türkei hielt Senatswahlen am 2. Juni 1968 ab.
Bei dieser Wahl wurden 53 Mitglieder des Senats gewählt, 50 Mitglieder für ein Drittel des Senats und drei freie Sitze.

## Ergebnisse
| Partei                                    | Parteivorsitzender | Wählerstimmen | Anteil | Zahl der Sitze |
| ----------------------------------------- | ------------------ | ------------- | ------ | -------------- |
| Gerechtigkeitspartei (AP)                 | Süleyman Demirel   | 1.656.802     | 49,9 % | 38             |
| Republikanische Volkspartei (CHP)         | İsmet İnönü        | 899.444       | 27,1 % | 13             |
| Vertrauenspartei (GP)                     | Turhan Feyzioğlu   | 284.234       | 8,9 %  | 1              |
| Volkspartei (Millet)                      | Osman Bölükbaşı    | 200.737       | 6,0 %  | 1              |
| Arbeiterpartei (TİP)                      | Mehmet Ali Aybar   | 157.062       | 4,7 %  |                |
| Republikanische Bauern-Volkspartei (CKMP) | Alparslan Türkeş   | 66.232        | 2,0 %  |                |
| Unabhängige                               |                    | 58,317        | 1,9 %  |                |